# Bondehavn
En bondehavn var i ældre tid et udskibningssted for landalmuen uden for købstæderne. Sådanne bondehavne og den dertil knyttede almue- eller bondesejlads (svensk: bondeseglationen) kendes fra alle dele af Norden, blandt andet Den Finske Bugt, Det Botniske Bugt, Blekinge, det nordvestre Skåne, Halland, Smålandsfarvandet, Det Sydfynske Øhav, den nordvestjyske kyst og Sørlandet i det sydlige Norge.

## De sydfynske øer
I ældre middelalder var de fleste øer i de sydfynske øhav givetvis ubeboede. De optræder således alle i Kong Valdemars Jordebog fra 1200-tallet. Kronen havde øjensynlig ingen afgiftsindtægter fra dem, til gengæld angives omhyggeligt at øerne havde vildtbestande af hjorte, dådyr og rådyr, lige som kronen øjensynligt ofte holdt heste på dem. Øerne var således først og fremmest jagtområder for kongen; det var således under en jagt på Lyø i 1223, at Valdemar Sejr på uanstændig vis blev taget til fange af grev Henrik af Schwerin. Disse forhold samt dette, at de ældste fynske landsbyer åbenbart lå så langt fra kysten som muligt og i læ af kystskove vidner om, at bebyggelsen øjensynlig aldrig blev tilstrækkelig omfattende til, at man kunne samordne et eget forsvar imod det samordnede sørøveri, som blev udøvet af venderne på denne tid, hvorfor de mindste øer simpelt hen måtte lades ubebyggede. Selv Thurø, der lå i læ af Taasinge og tæt ved Svendborg, var øjensynlig ubeboet i ældre middelalder siden købstadens borgere fik tilladelse til at udnytte skovene og græsningen på øen i privilegier fra 1253, 1287 og 1305, hvorimod denne ret ikke omtales mere i de talrige privilegier fra 1400-tallet. At vendernes hærgninger var alvorlige er bevidnet bl.a. ved arkæologiske udgravninger ved Guldborg på Midtlangeland og ved forekomsten af tilflugtsborge blandt andet på Falster, Lolland, Langeland og Ærø. Allerede 1168 eller 1169 gennemførte kong Valdemar den Store i fællesskab med biskop Absalon et vendertog med henblik på indtagelse af vendernes helligdom Arkona på Rygen, og en erobring af de vendiske egne fandt sted i de følgende tiår, men alligevel synes der at være gået henved hundrede år inden, at den syddanske befolkning havde størrelse til (og følte sig trygge ved) en bosættelse på småøerne.
Forholdet mellem købstaden Svendborg på den ene side og landbofolkningen, herunder øboerne, på den anden udviklede sig efterhånden til et spørgsmål om rettigheder til sejlads og handel. Allerede 1396 udstedte dronning Margrethe et forbud imod ”ulovlige havne”, og 1422 udstedte kong Erik af Pommern en omfattende købstadsforordning, der blandt andet indskærpede købstædernes eneret til handel og håndværk, men her over for stod herremændenes og øboernes gamle ret til at fragte og sælge egne varer.
Taasinge hørte – sammen med Sydfyn – til de områder, som under rigets pantsættelse kom under de holstenske grevers magt, men 1395 overdrog dronning Margrethe øen til Fyns bispestol, der beholdt den indtil reformationen. Den 2. juni 1408 udstedte biskoppen i Odense et genbrev, hvori loves en evig messe for dronning Margrethe og hendes forfædre til gengæld for, at hun har skænket Kærstrup på Tåsinge til bispebordet i Odense. Og samme år, 1408, havde biskoppen i Odense Taasinge i pant for 9000 lybske mark. En foreløbig afgørelse af striden om retten til fragtsejlads kom for Svendborgs vedkommende i 1447. Dette år fik beboerne på og ejeren af Taasinge, bisp Ulrik Stygge i Aarhus, af kong Christoffer af Bayern følgende ret til at sende selvfrembragte fødevarer til Tyskland:
”... biskop Ulrich maa sejle fra Taasinge til Tyskland til sin egen gaards behov paa Taasinge. Videre at Taasinges indbyggere maa udføre til Tyskland heste, øg, okser og køer, naar der ikke er forbud, men deres korn, mel, smør og honning og andre spiselige varer, som de vil sælge, det skal de føre ind i Svendborg til markedet og intet andet steds. Videre, de varer, som Taasinges indbyggere fører ud af Tyskland, dem skal de ikke handle med eller drive forprang med, men enhver maa nyde og bruge dem til sit eget behov ...”
Fra 1480 og senere klager Svendborgs borgere gentagne gange over, at ”de, som bygger på Thurø, Strynø, Strynøkalv, Birkholm, Hjortø, Skarø, Drejø og Taasinge anvender ulovlige havne og selv driver købmandsskab og sejland på Tyskland”. Hvis købstadsboernes klager står til troende, ser det ud til, at i hvert fald fra slutningen af 1400-tallet sejlede beboerne på Taasinge og de andre sydfynske småøer i fart på nordtyske byer med kvæg og korn. Sådanne almueskippere, der forenede landbruget med egen eksport ad søvejen kunne oparbejde en solid velstand. Mange landboere oplevede en økonomisk og socialt god tid efter den landbrugskrise, som havde ramt landet i 1300-tallet, og de kunne gøre gode tider bedre ved selv at gå ind i egen afsætning til markederne på Østersøens sydlige side.
Åbne, kongelige breve om forbud mod ulovlige havne udgik bl.a. 1444, 1480, 1521 og disse genkaldtes i et tingsvidne endnu i 1560. I 1442 udstedte kong Christoffer af Bayern et første privilegium til Svendborg og 1444 et nyt, hvori Svendborgs rettigheder til handel og skibsfart blev uddybet:
”Vy Christoffer meth gutz nadhe Danmarcks Swerigs Norges Wendes oc gotes koning palantzgreue pa Riin oc Hertugh i bayern Gøre widerlicht alle men at fore off haue beræt nokre wore elskelige burgere aff Swineburgh at nokre pleye at haue Inseyling oc utseyling meth theres køpmandsskab there om kring Swineburgh i ulaghlighe oc uskellighe haffne, hwilket wy ey tilstædhe wele, effter thy at thet wore burghere oc menighet i forne Swineburgh ær til stoor skadhe oc forfang, oc theres biering them ther meth mindskes oc burttaghes som the kære Smo at the ey formwe at gøre oss oc kronen swodan tieniste som theres foreldere oc the her til giort haue Thy forbiuthe wy alle wore foghete oc ænbitzmen friiborne frelsses kopmen oc bønder oc alle andre i hwo the helst ære nokre inseyling eller utseyling at haue, eller køpmandsskab her effter j nokre uskellige oc ulaghlighe haffne om kring Swineburgh at bedrive eller hanttere, under thet gotses fortabelsse som the tha swo hanttere, oc wele wy ythermere at ther skall rettes ouer them her emoth gøre som ouer them wort buth ey holde, fframdelis haue forne wore burgere aff Swineburgh beræt fore ss at nøkre prestær oc klærche haue kirker pa land oc theres præstgardhe ther hoff oc wele them ey besidhe mæn sidhe i Swineburgh oc brughe torghet oc markenet som andre wore burgere ther gøre oc wele ther fore ey upholde tynghe meth them, hwilket oc kommer wore burgere til swarheet octynghe Thy wele wy at …”
I købstadsprivilegiet 1480 udstedt af kong Hans understreges det yderligere, at indskærpningen om handel og skibsfart skulle omfatte de sydfynske småøer:
”Wii Hans meth gutz Nade Udualdh till Danmarks Rige Rett Erffuingh til Norige Hertugh i Slesvigh oc Hertugh i Holsten Stormarn oc Ditmarschen Greffue i Oldenborgh oc Delmenhorst gøre uitherlicht meth thette wort breff at borgemester og raadh i Suineborg haffue nærit før oss oc beret at the som bygge oc boo paa thorø stryn strynkalff borcholm hiortø skarø dreyø tasindh oc orkell bruge oc haffue uloglige haffner oc seglatsss theres borghere til stor skade og forfangh udi suo made at huat som the haffue at selie fore rede penninge the fore the til tyskeland som the aff arildz tiid pleghe at føre till forne suineborgh som er theres rette axel torgh Oc ytermere ther utouer fare the ther ind udi landet at købe oc selie meth bønderne oxne koor kornn honingh smør oc andre køpmantz uare oc føre thet aff landet oc till tyskeland meth theres eygne skib suo uell udi forbudh som uden forbudh suo at the gøre forne suibeborghs inbyggere stor forprang ther paa i mange made Oc meth thet gots som the føre hiem igen ther gøre landkøp oc forprangh meth, huilket imodh uor nathige Herræ fathers forbud er, Oc haffue forne borgere kert at the udj ørkell by gøre oc landkøp bode meth seglatss uth oc indh i landet emodh theres byes gamle siiduanie oc priuilegia oc wele ey søge theres bytorge som the aff gammelt tiid ære uanne at gøre hwilket uii ey mue eller tilstade uele at suo skee skall Thii forbyuthe wii alle oc huer særdeles som bygge oc boo paa forne øer tasindh ørkell oc anensteds ther omkring nogre vlaglige haffner at haffue eller bruge, eller nogen forprang eller landkøp at gøre forne suineborghs inbyggere her effther thenne tiid udi noger made under uort hyllest oc nathe Dyrsses her noger vtouer at gøre tha skall uor foghet meth borgemestere oc raad haffue macht at hindre them oc theres skib oc gots hues the haffue meth at fare oc skall thet være forbrudh Halffdelin till oss oc kronen oc halffdelin til forne by suinneburgh effther thii som høgboren forstes konningh Christoffers breff ther paa giffuit ythermere vtuiser oc inneholder oc uor nathige Heræ fathers forbudz breffs inneholdelsse Datum in castro nostro nyborgh ipso die cathedræ Scti petri nostro sub Secreto Anno dui mcdlxxx”.
I 1512 klagede nogle Svendborgborgere over nogle folk fra Taasinge, der havde overtrådt forbuddet imod at udføre ”ædendes Varer” og anmodede kongen om at føre sagen for retten på det kongelige retterting, hvilket skete. Kong Christian 2. forsøgte at komme købstæderne til hjælp. I et købstadsprivilegium for Svendborg dateret København 22. januar 1517 forbydes det fremmede købmænd at bruge fremmede skibe til fragt af deres gods og varer bort fra Svendborg, de skal i stedet bruge stedlige skibe og både, hvis sådanne kan befragtes og lejes. Gæst må heller ikke handle med gæst og derved udelukke købstadens egne købmænd. I sit hollandskinspirerede lovkompleks om købstadsrettigheder fra 1521-22 forbydes landboerne, herunder godserne, at drive handel og sejlads, ligesom de mange udskibningssteder blev fordømt. I et dokument fra kongen dateret Odense 29. april 1521 hedder det, at
”indvånerne på Taasinge, Thurø, Strynø, Strynø Kalv, Drejø, Birkholm og andre øer omkring Svendborg fortsat overtræder forbuddet mod at sejle til Tyskland og her om bord stuver humle til deres øl, jern til smedning af deres redskaber og finere klæde til dem selv og madammen og har rene luksusvarer som peber, safran og mandler”.
Christian 2.s lovgivning ophidsede imidlertid de jyske rigsråder så meget, at de på Viborg Landsting lod lovene afbrænde offentligt. Christian 2. blev efter nogle års ophold i Holland fængslet på Sønderborg slot i 1532, og under den nye konge, Frederik 1. (1523-1533), fik bønderne som modydelse for krigen ret til selv at afsætte deres varer.
Således fastholdt øboerne i det sydfynske øhav deres gamle rettigheder til skibsfart og handel gennem hele middelalderen, og de gik tillige sejrende ud af middelalderen i kampen om deres ret til egen sejlads og handel.

## Lolland-Falster
Tilsvarende bestemmelser som gjaldt for det sydfynske øhav fandt sted i andre syddanske egne: For bønderne på Lolland, Falster og Møn udvikledes i 14-1500-tallet den praksis, at de nok måtte sejle til Tyskland med korn og kvæg og der købe humle, salt, jern, klæde og lignende til eget forbrug, videresalg til andre var derimod forbudt.